# Olympische Winterspiele 1994/Teilnehmer (Luxemburg)
| Gelbes Symbol für Goldmedaillen mit stilisierten Olympischen Ringen | Graues Symbol für Silbermedaillen mit stilisierten Olympischen Ringen | Braundes Symbol für Bronzemedaillen mit stilisierten Olympischen Ringen |
| ------------------------------------------------------------------- | --------------------------------------------------------------------- | ----------------------------------------------------------------------- |
| —                                                                   | —                                                                     | —                                                                       |

Luxemburg nahm an den Olympischen Winterspielen 1994 im norwegischen Lillehammer mit einem Athleten teil.

## Teilnehmer nach Sportarten
Der alpine Skiläufer Marc Girardelli war wieder einziger Vertreter seines Landes.

### Ski Alpin
| Athleten        | Wettbewerbe        | 1. Lauf     | 1. Lauf | 2. Lauf     | 2. Lauf | Gesamt      | Gesamt |
| Athleten        | Wettbewerbe        | Zeit        | Rang    | Zeit        | Rang    | Zeit        | Rang   |
| --------------- | ------------------ | ----------- | ------- | ----------- | ------- | ----------- | ------ |
| Männer          |                    |             |         |             |         |             |        |
| Marc Girardelli | Abfahrt            | —           | —       | —           | —       | 1:46,09 min | 5      |
| Marc Girardelli | Alpine Kombination | 1:37,61 min | 7       | 1:42,86 min | 17      | 3:20,47 min | 9      |
| Marc Girardelli | Riesenslalom       | DNF         | DNF     | DNF         | DNF     | DNF         | DNF    |
| Marc Girardelli | Slalom             | DSQ         | DSQ     | DSQ         | DSQ     | DSQ         | DSQ    |
| Marc Girardelli | Super-G            | —           | —       | —           | —       | 1:33,07 min | 4      |